# Apeman
Singles de The Kinks
Lola
(1970) God's Children
(1971)
Pistes de Lola versus Powerman and the Moneygoround, Part One
Rats The Moneygoround
Apeman est une chanson des Kinks parue en single en novembre 1970 et sur l'album Lola versus Powerman and the Moneygoround, Part One.

## Contenu

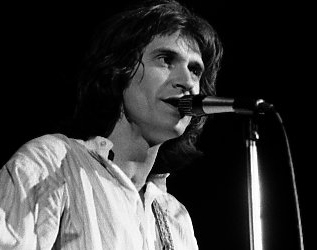
Ray Davies

Dans cette chanson, son auteur, Ray Davies, exprime sa lassitude à l'égard du monde moderne et exprime son envie de vivre dans la jungle, comme un singe. Le refrain, très entrainant, reprend ce thème comme un leitmotiv :
I'm an apeman / Je suis un primate

I'm an ape, apeman / Je suis un singe, primate

Oh, I'm an apeman / Oh je suis un primate

I'm a king-kong man / Je suis l'homme King Kong

I'm a voodoo man / Je suis un homme vaudou

Oh, I'm an apeman / Oh je suis un primate.

## Classement
Le single réédite le succès de Lola au Royaume-Uni où il se classe 5e, mais il n'atteint que la 45e place aux États-Unis.

## Adaptation en français
Apeman a été reprise et adaptée en français par Serge Lama en 1971 sous le titre Superman, avec des paroles totalement différentes, car si les Kinks revendiquent le titre d'homme singe (primate) dans leur interprétation, Serge Lama se demande : « Dites-moi pourquoi les femmes me trouvent beau ». Cette adaptation, qui identifiera Serge Lama au contenu de la chanson aux yeux de son public (notamment féminin), sort en 45 tours et se vend à plus de 250 000 exemplaires. Elle donne également son titre à l'album Superman, sorti la même année.